# Elite One
L'Elite one, nota dal 2007 come MTN Elite One per ragioni di sponsorizzazione, è il massimo livello del campionato camerunese di calcio ed è organizzato dalla Federazione calcistica del Camerun ogni anno dal 1961.

## Albo d'oro
- 1961:  Oryx Douala
- 1962:  Caiman Douala
- 1963:  Oryx Douala
- 1964:  Oryx Douala
- 1965:  Oryx Douala
- 1966:  Diamant Yaoundé
- 1967:  Oryx Douala
- 1968:  Caiman Douala
- 1969:  Union Douala
- 1970:  Canon Yaoundé
- 1971:  Aigle de Nkongsamba
- 1972:  Léopards de Douala
- 1973:  Léopards de Douala
- 1974:  Canon Yaoundé
- 1975:  Caiman Douala
- 1976:  Union Douala
- 1977:  Canon Yaoundé
- 1978:  Union Douala
- 1979:  Canon Yaoundé
- 1980:  Canon Yaoundé
- 1981:  Tonnerre Yaoundé
- 1982:  Canon Yaoundé
- 1983:  Tonnerre Yaoundé
- 1984:  Tonnerre Yaoundé
- 1985:  Canon Yaoundé
- 1986:  Canon Yaoundé
- 1987:  Tonnerre Yaoundé
- 1988:  Tonnerre Yaoundé
- 1989:  Racing Bafoussam
- 1990:  Union Douala
- 1991:  Canon Yaoundé
- 1992:  Racing Bafoussam
- 1993:  Racing Bafoussam
- 1994:  Aigle de Nkongsamba
- 1995:  Racing Bafoussam
- 1996:  Unisport
- 1997:  Cotonsport Garoua
- 1998:  Cotonsport Garoua
- 1999:  Sable Batié
- 2000:  Fovu Baham
- 2001:  Cotonsport Garoua
- 2002:  Canon Yaoundé
- 2003:  Cotonsport Garoua
- 2004:  Cotonsport Garoua
- 2005:  Cotonsport Garoua
- 2006:  Cotonsport Garoua
- 2007:  Cotonsport Garoua
- 2007-2008:  Cotonsport Garoua
- 2008-2009:  Tiko Utd
- 2009-2010:  Cotonsport Garoua
- 2010-2011:  Cotonsport Garoua
- 2012:  Union Douala
- 2013:  Cotonsport Garoua
- 2014:  Cotonsport Garoua
- 2015:  Cotonsport Garoua
- 2016:  UMS de Loum
- 2017:  Eding Sport
- 2018:  Cotonsport Garoua
- 2019:  UMS de Loum
- 2019-2020:  PWD Bamenda
- 2020-2021:  Cotonsport Garoua
- 2021-2022:  Cotonsport Garoua
- 2022-2023:  Cotonsport Garoua
- 2023-2024:  Victoria United
- 2024-2025:  Colombe Sportive

## Vittorie per squadra
| Club                | Vittorie | Anni |
| ------------------- | -------- | --- |
| Cotonsport Garoua   | 18       | 1997, 1998, 2001, 2003, 2004, 2005, 2006, 2007, 2008, 2010, 2011, 2013, 2014, 2015, 2018, 2021, 2022, 2023 |
| Canon Yaoundé       | 10       | 1970, 1974, 1977, 1979, 1980, 1982, 1985, 1986, 1991, 2002.                                                |
| Tonnerre Yaoundé    | 5        | 1981, 1983, 1984, 1987, 1988.                                                                              |
| Oryx Douala         | 5        | 1961, 1963, 1964, 1965, 1967.                                                                              |
| Union Douala        | 5        | 1969, 1976, 1978, 1990, 2012.                                                                              |
| Racing Bafoussam    | 4        | 1989, 1992, 1993, 1995.                                                                                    |
| Caiman Douala       | 3        | 1962, 1968, 1975.                                                                                          |
| Aigle de Nkongsamba | 2        | 1971, 1994                                                                                                 |
| Léopards de Douala  | 2        | 1972, 1973                                                                                                 |
| UMS de Loum         | 2        | 2016, 2019                                                                                                 |
| Diamant Yaoundé     | 1        | 1966 |
| Unisport            | 1        | 1996 |
| Tiko Utd            | 1        | 2009 |
| Sable Batié         | 1        | 1999 |
| Fovu Baham          | 1        | 2000 |
| Eding Sport         | 1        | 2017 |
| PWD Bamenda         | 1        | 2019-2020                                                                                                  |
| Victoria United     | 1        | 2024 |
| Colombe Sportive    | 1        | 2025 |